# 広報文化交流部
広報文化交流部（こうほうぶんかこうりゅうぶ）（英語名：Public Diplomacy Department）は、日本の外務省にあった内部部局の一つ。大臣官房に置かれていた。海外広報政策（一般広報、政策広報）、国際文化交流政策（日本文化紹介、国際文化交流、文化の分野における国際貢献等）を所管していた。

## 沿革
1964年外務省情報文化局文化事業部が設置される。1979年文化事業部が廃止される。
1984年に外務省情報文化局が廃止され、外務省大臣官房に外務報道官及び文化交流部が新設される。情報文化局に設置されていた報道課、国内広報課、文化第1課、文化第2課が大臣官房に移される。
2001年の中央省庁再編に伴い、文化交流部文化第1課が政策課に、文化第2課が人物交流課に、それぞれ変更される。
2004年に大臣官房の（旧）文化交流部と外務報道官組織の海外広報課を統合して設置されたが、2012年8月にアフリカ部を設置するため、外務省組織令等の一部を改正する政令（政令21号）により廃止され、代わりにアフリカ審議官を廃止し、外務報道官組織の下に、国際文化交流審議官が設置された。

## 内部組織
- 広報文化交流部長
- 大臣官房審議官（又は参事官）（広報文化交流部担当）
- 総合計画課
- 文化交流課
  - 国際文化協力室
  - 人物交流室

独立行政法人国際交流基金を所管